# فرودگاه اولان
فرودگاه اولان (به انگلیسی: Avalon Airport) یک فرودگاه همگانی مسافربری با کد یاتا AVV است که یک باند فرود آسفالت دارد و طول باند آن ۳۰۴۸ متر است. این فرودگاه در کشور استرالیا قرار دارد و در ارتفاع ۱۱ متری از سطح دریا واقع شده‌است.

## شرکت‌های هواپیمایی و مقصدهای پروازی
| شرکت‌های هواپیمایی | مقصدهای پروازی                   |
| ----------------- | -------------------------------- |
| جت‌استار           | آدلاید, گولد کوست، هوبارت, سیدنی |